# Strastoterpets
Een strastoterpets (Russisch: страстотерпец, Grieks: athloforos) (meervoud strastoterptsy) is een bepaald type heilige uit de Russisch-orthodoxe Kerk. Dit Russische woord betekent zoiets als "dulder van lijden". Het wordt gebruikt voor heiligen die niet als martelaren voor het geloof kunnen worden aangemerkt, maar wel veel (pijn) lijden, geweldloos afzien van verzet en de dood grootmoedig en vergevingsgezind hebben verdragen overeenkomstig Christus' gehoorzaamheid tot in de dood. De beroemdste zijn de heilige Boris en Gleb uit de beginperiode van de Russische geschiedenis. Ook de laatste tsaar en zijn gezin hebben deze heiligenbenaming gekregen. Ze zijn immers niet per se om hun geloof vermoord en het feit dat Nicolaas afstand had gedaan van de troon onder druk van de Bolsjewieken is als een teken van zwakte gezien, waardoor Nicolaas II en zijn gezin niet als martelaars geboekstaafd staan. Hiermee verschilt de Russisch-orthodoxe Kerk van mening met de Russisch-orthodoxe Kerk in het Buitenland. Want op 14 augustus 2000 werden Nicolaas, zijn vrouw en kinderen door het Patriarchaat Moskou tot strastoterpets (lijdendulders) verklaard, nadat de Russisch-Orthodoxe Kerk in het Buitenland hen al in 1978 als martelaren heilig had verklaard. Hun feestdag is op 4 juli. Op de plaats waar hun lichamen in de mijnschacht werden gegooid bevindt zich nu het klooster van de heilige koninklijke lijdendulders. 